# Jin Ho-Jun
Jin Ho-Jun (15 de abril de 2002) es un deportista surcoreano que compite en taekwondo.
Ganó una medalla de plata en el Campeonato Mundial de Taekwondo de 2023 y dos medallas en el Campeonato Asiático de Taekwondo, plata en 2021 y oro en 2024. En los Juegos Asiáticos de 2022 consiguió una medalla de bronce.

## Palmarés internacional
| Campeonato Mundial  | Campeonato Mundial | Campeonato Mundial | Campeonato Mundial |
| Año                 | Lugar              | Medalla            | Categoría          |
| ------------------- | ------------------ | ------------------ | ------------------ |
| 2023                | Bakú (Azerbaiyán)  | Medalla de plata   | –68 kg             |
| Juegos Asiáticos    |                    |                    |                    |
| Año                 | Lugar              | Medalla            | Categoría          |
| 2022                | Hangzhou (China)   | Medalla de bronce  | –68 kg             |
| Campeonato Asiático |                    |                    |                    |
| Año                 | Lugar              | Medalla            | Categoría          |
| 2021                | Beirut (Líbano)    | Medalla de plata   | –68 kg             |
| 2024                | Đà Nẵng (Vietnam)  | Medalla de oro     | –68 kg             |